# ダベり場
ダベり場（だべりば）は、GyaOのバラエティーチャンネル「GyaOバラエティー」（当時）およびShowTimeの「アイドル&芸能」で配信されていた番組。ダベラーの方の話を聞きながら、その悩みを解決していく討論番組。2006年9月12日(#1)から開始し2008年12月16日(#56)に最終回を迎えた。後継番組は、「ダベれ場」である。なお、現在はCS GyaOにて月2回更新で放映中。

## MC&アシスタント
MC
- 原口あきまさ

アシスタント
- 相沢真紀

書記(初代)
- スザンヌ

 書記(２代目) 
- ぺる(#23・24・29・30、#33～36、#41～56)

代理書記
- 小塚つかさ(#37～40)

お悩みのスペシャリスト
- Mr.X
  - この情報の一部は、芸人本人との関係はない。
  - 年齢・性別:不明
  - 出身地:埼玉県春日部市
  - 特技:人の悩みを話半分で聞く
  - 性格:強気だが、心臓は弱い。

## ダベラー
- NO.1 藤原 徳浩 (#1～4)
- NO.2 荊城 チカ (#1～4)
- NO.3 辻 トオル (#1～16、#21～40、#45～56)
- NO.4 東方 力丸 (#1～4)
- NO.5 枝元 ミカ (#1～4)
- NO.6 美咲 愛斗 (#1～4)
- NO.7 飯島 なな (#5～8)
- NO.8 椿井 明彦 (#5～8)
- NO.9 高橋 あきつ (#5～8)
- NO.10 芹沢あいり(#5～16、#37～42、#49～56)

- NO.11 斉藤 拓海 (#5～12、#29～42、#49～56)
- NO.12 キャサリン【本名:大貫 寛】 (#9～12)
- NO.13 藤崎 理香 (#9～12)
- NO.14 エンジェルこま（占い師・ヒーラー・現吉本所属タレント　https://ameblo.jp/angel-koma/　）

(#9～28、#37～40、#45～56) 
- NO.15 田口 知子 (#13～20)
- NO.16 菰岡 真実 (#13～16)
- NO.17 北園 ムサイ (#9～16、#21～24)
- NO.18 森田 理恵 (#17～24)
- NO.19 田川 まゆみ (#17～20)
- NO.20 比美野 めいび (#17～20)
  - 国際一輪車大会（2年に1度）で2連覇した過去を明らかにした。
  - ダンスの先生もしている。
- NO.21 星乃 きら (#17～20)
  - 友達は、どくろちゃん。
- NO.22 羽出 直美 (#21～36)
- NO.23 森下 春夫 (#21～36、#45～56)
- NO.24 雛瀬 利那 (#25～28)
- NO.25 村木 雅征 (#25～28)
- NO.26 大原 絵美 (#29～32)
- NO.27 佐々木 美和 (#29～32)
- NO.28 エイミー 木村 (#33～36)
- NO.29 橘 麻衣 (#33～36)
- NO.30 青木 みどり (#37～40)
- NO.31 しんちゃん (#37～40)
- NO.32 朝霧 唯 (#41～42、#45～48)
- NO.33 雪 (#41～42)
- NO.34 小林 真紀 (#41～42)
- NO.35 椎名 亞珠 (#41～42)
- NO.36 宮本 亜木紗 (#45～48)
- NO.37 田中 あんな (#45～48)
- NO.38 藤原 夏姫 (#49～50)
- NO.39 ぺる
- NO.40 相沢 真紀

## 番組内の豆知識
世界の初体験の年齢
- 世界平均 17.3歳
- 早い国

アイスランド 平均15.6歳
- 遅い国

インド 平均19.8歳
- 日本 平均17.2歳 ※アジアでは1番

(統計年は不明)

日本の女性のブラジャーのカップ数
- 1位:B・Cカップ 27.8％
- 2位:Dカップ21.5%
- 3位:Aカップ10.2%
- 4位:Eカップ10.0%
- 5位:Fカップ2.1%
- 6位:Gカップ0.6%

(統計年:2004年)

 ダベり場２周年だよ!!大宴会スペシャル 

 視聴数獲得者ランキング 
- 1位:森下春夫
- 2位:エイミー木村
- 3位:小巻(エンジェルこま)
- 4位:雛瀬利那
- 5位:飯島なな

(統計年:2008年・#51)

## 放送内容
| 放送回                                                                  | 内容                                                                   | 相談者        |
| #1                                                                      | 童貞を捨てたい!                                                        | 藤原 徳浩     |
| #2                                                                      | 童貞を捨てたい!                                                        | 藤原 徳浩     |
| 結論:童貞を捨てるには、まず見た目から!                                  |                                                                        |               |
| #3                                                                      | ストーカー被害に困っている!!                                           | 枝元 ミカ     |
| #4                                                                      | ストーカー被害に困っている!!                                           | 枝元 ミカ     |
| 結論:居酒屋でバイトする時はネームプレートは偽名で書きましょう!          |                                                                        |               |
| #5                                                                      | ゲームのキャラに恋をして、生身の恋愛ができない!                        | 高橋 あきつ   |
| #6                                                                      | ゲームのキャラに恋をして、生身の恋愛ができない!                        | 高橋 あきつ   |
| 結論:SONYさんいいゲーム作りすぎです!今後も期待してます!                 |                                                                        |               |
| #7                                                                      | テクニックがありすぎて、カレとのSEXが楽しめない!                       | 飯島 なな     |
| #8                                                                      | テクニックがありすぎて、カレとのSEXが楽しめない!                       | 飯島 なな     |
| 結論:クチで抜く時は、手を抜いて!                                        |                                                                        |               |
| #9                                                                      | 工事途中で土砂崩れ!片思いのニューハーフ!                               | キャサリン    |
| #10                                                                     | 工事途中で土砂崩れ!片思いのニューハーフ!                               | キャサリン    |
| 結論:工事は時間をかけてゆっくりと! by中野坂上                           |                                                                        |               |
| #11                                                                     | 未来が見える占い師の理想の結婚!?                                       | 小巻          |
| #12                                                                     | 未来が見える占い師の理想の結婚!?                                       | 小巻          |
| 結論:四月から小巻さんの60坪の占いセミナーがオープンします!              |                                                                        |               |
| #13                                                                     | 誰かワタシを抱いて!オトナになりたい女子校生                            | 菰岡 真美     |
| #14                                                                     | 誰かワタシを抱いて!オトナになりたい女子校生                            | 菰岡 真美     |
| 結論:菰岡ちゃんとHしたい方はこちらまで! ※募集はしておりません。         |                                                                        |               |
| #15                                                                     | AV監督がEDに...!?ボッキボキに折れたAV監督                              | 北園 ムサイ   |
| #16                                                                     | AV監督がEDに...!?ボッキボキに折れたAV監督                              | 北園 ムサイ   |
| 結論:キャピトンは18歳禁でおねがいします!                                |                                                                        |               |
| #17                                                                     | 女だらけの白熱討論!?清楚になりたいヤンキー少女                         | 森田理恵      |
| #18                                                                     | 女だらけの白熱討論!?清楚になりたいヤンキー少女                         | 森田理恵      |
| 結論:立派なヤンキーになって下さい!(そのままで結構です!)                 |                                                                        |               |
| #19                                                                     | 友達を求め地下から地上へ...!?人間嫌いな地下アイドル                    | 星乃きら      |
| #20                                                                     | 友達を求め地下から地上へ...!?人間嫌いな地下アイドル                    | 星乃きら      |
| 結論:そろそろ深夜アニメが始まるので今日はここまで!                      |                                                                        |               |
| #21                                                                     | ニートでチェリーな勘違い54歳!!働かないおっさん劇場!!                   | 森下 春夫     |
| #22                                                                     | ニートでチェリーな勘違い54歳!!働かないおっさん劇場!!                   | 森下 春夫     |
| 結論:すいません!演出ミスでした byディレクター                           |                                                                        |               |
| #23                                                                     | 貢いだ額もすでに分からず...!!ヒモ芸人に悩む元アイドル!!                | 羽出 直美     |
| #24                                                                     | 貢いだ額もすでに分からず...!!ヒモ芸人に悩む元アイドル!!                | 羽出 直美     |
| 結論:ヒモ芸人には食い物は与えても、食い物にされるな                     |                                                                        |               |
| #25                                                                     | 遊んだツケが借金6000万!!女好き社長が抱くバカな野望!!                   | 村木 雅征     |
| #26                                                                     | 遊んだツケが借金6000万!!女好き社長が抱くバカな野望!!                   | 村木 雅征     |
| 結論:Do My Best Now 芸人なめんなよ!                                     |                                                                        |               |
| #27                                                                     | 一途で純粋な恋の中身は...不倫!?ダベり場初!!既婚者略奪大作戦!!          | 雛瀬 利那     |
| #28                                                                     | 一途で純粋な恋の中身は...不倫!?ダベり場初!!既婚者略奪大作戦!!          | 雛瀬 利那     |
| 結論:乗り換えるなら今じゃね!?                                           |                                                                        |               |
| #29                                                                     | 朝から晩まで...!?精力絶倫最大級の彼に悩む女社長!!                      | 佐々木美和    |
| #30                                                                     | 朝から晩まで...!?精力絶倫最大級の彼に悩む女社長!!                      | 佐々木美和    |
| 結論:案ずるより“産む”が易し!!                                           |                                                                        |               |
| #31                                                                     | 彼氏イナイ歴20年...!?美人女子大生が男にモテない理由とは                | 大原 絵美     |
| #32                                                                     | 彼氏イナイ歴20年...!?美人女子大生が男にモテない理由とは                | 大原 絵美     |
| 結論:ちょっと黙って落ち着いてみたら?                                    |                                                                        |               |
| #33                                                                     | 若い男が欲しい...!?イケ!イケ!マダムの公開不倫劇場!!                    | エイミー 木村 |
| #34                                                                     | 若い男が欲しい...!?イケ!イケ!マダムの公開不倫劇場!!                    | エイミー 木村 |
| 結論:クリスマス、仕事入れといてください。                               |                                                                        |               |
| #35                                                                     | タイプの男はバカボンのパパ!!普通の恋愛を忘れてしまったスレンダー美女!! | 橘 麻衣       |
| #36                                                                     | タイプの男はバカボンのパパ!!普通の恋愛を忘れてしまったスレンダー美女!! | 橘 麻衣       |
| 結論:コレでいいのだ!!                                                   |                                                                        |               |
| #37                                                                     | 20年間片思いの女性と結婚したい!童貞ロックンローラーの孤独な恋の行方!!  | しんちゃん    |
| #38                                                                     | 20年間片思いの女性と結婚したい!童貞ロックンローラーの孤独な恋の行方!!  | しんちゃん    |
| 結論:飛べ!飛べ!しんちゃん!!                                             |                                                                        |               |
| #39                                                                     | モテたい一心でキャバ嬢に...平成生まれキャバ嬢のモテない理由!!          | 青木 みどり   |
| #40                                                                     | モテたい一心でキャバ嬢に...平成生まれキャバ嬢のモテない理由!!          | 青木 みどり   |
| 結論:みどりを大切に!!人生はゲームです                                   |                                                                        |               |
| #41                                                                     | ブサイクすぎて困ってます。整形するべき...?                             | 小林 真紀     |
| #42                                                                     | ブサイクすぎて困ってます。整形するべき...?                             | 小林 真紀     |
| 結論:悩んだ時はEl-Listonへお願いします。                                |                                                                        |               |
| #43                                                                     | 総集編①                                                                | -             |
| #44                                                                     | 総集編②                                                                | -             |
| -                                                                       |                                                                        |               |
| #45                                                                     | DVの魅力にハマった少女の曲がった愛情                                   | 宮本 亜木紗   |
| #46                                                                     | DVの魅力にハマった少女の曲がった愛情                                   | 宮本 亜木紗   |
| 結論:“強い”は暴力じゃない。まずは破れ!「幕張メッセ」                    |                                                                        |               |
| #47                                                                     | 300人斬りは彼氏に内緒!彼氏に真実を明かすべき?                          | 田中 あんな   |
| #48                                                                     | 300人斬りは彼氏に内緒!彼氏に真実を明かすべき?                          | 田中 あんな   |
| 結論:どうせなら、もう一人追加して野外球場でおもいっきりプレイしない!?   |                                                                        |               |
| #49                                                                     | レズの人生に男は必要なし!!女性にモテたい!!                             | 藤原 夏姫     |
| #50                                                                     | レズの人生に男は必要なし!!女性にモテたい!!                             | 藤原 夏姫     |
| 結論:来ないなら行こう!自分を磨いてリバっちゃえ!両方気持ちいいよ!!(肉欲) |                                                                        |               |
| #51                                                                     | ダベり場２周年だよ!!大宴会スペシャル①                                  | -             |
| #52                                                                     | ダベり場２周年だよ!!大宴会スペシャル②                                  | -             |
| -                                                                       |                                                                        |               |
| #53                                                                     | 魔法使いにも悩みはある...!?ダメオヤジを抱える魔法使い!!                | ぺる          |
| #54                                                                     | 魔法使いにも悩みはある...!?ダメオヤジを抱える魔法使い!!                | ぺる          |
| 結論:ボコって、ぺるって、我夢謝裸に行きましょう!!                       |                                                                        |               |
| #55                                                                     | スキのある女になりたい...!!スキ無し!チチ無し相沢真紀の巻!!             | 相沢 真紀     |
| #56                                                                     | スキのある女になりたい...!!スキ無し!チチ無し相沢真紀の巻!!             | 相沢 真紀     |
| 結論:人生半開きでみんなも気楽に生きろウィッシュ!!                       |                                                                        |               |

1. ↑  初お悩み解決の回